# ベルンハルト・クレー
ベルンハルト・クレー（Bernhard Klee、1936年4月19日 - ）は、ドイツの指揮者。妻はソプラノ歌手のエディト・マティス。

## 経歴
テューリンゲン州のシュライツに生まれ、ライプツィヒの聖トーマス教会聖歌隊の隊員になった。ケルン音楽大学で学んだ後、1957年にケルン歌劇場のコレペティトールとして経歴を開始した。
1959年にはサヴァリッシュのアシスタントを務め、1962年からザルツブルク、オーバーハウゼン、ハノーファー、リューベックなどの歌劇場の音楽監督を渡り歩き、1976年から1978年までハノーファー北ドイツ放送フィルハーモニー管弦楽団の首席指揮者の職にあった。1977年から1987年まではデュッセルドルフ交響楽団の首席指揮者になり、1985年から1989年まではBBC交響楽団の首席客演指揮者を務めた。以後はフリーの立場で指揮活動を展開している。